# Kargoszynek
Kargoszynek – północno-zachodnia część miasta Ciechanowa w Polsce, w województwie mazowieckiem, w powiecie ciechanowskim. Rozpościera się w rejonie ulicy Wiosennej.

## Historia
Kargoszynek należał od reformy gminnej w 1867 roku do gminy Nużewo w powiecie ciechanowskim w guberni płockiej. Od 1919 w woj. warszawskim, gdzie 20 października 1933 wszedł w skład gromady (sołectwa) Kargoszyn w gminie Nużewo.
Po II wojnie światowej Kargoszynek należał do gminy Nużewo w powiecie ciechanowskim w województwie warszawskim, stanowiąc jedną z jej 33 gromad. W związku z reformą administracyjną kraju jesienią 1954 został włączony do Ciechanowa.